# 霍尔格·蒂勒
霍尔格·蒂勒（丹麥語：Holger Thiele，1878年9月25日—1946年6月5日）是一位丹麦裔美籍天文学家。
| 797 蒙塔纳      | 1914年11月17日 |
| 843 尼古莱亚    | 1916年9月30日  |
| 1847 斯托布     | 1916年2月1日   |
| 3229 索尔恩霍芬 | 1916年8月9日   |

## 背景
霍尔格·蒂勒是丹麦著名天文学家、精算师和数学家托瓦爾·N·蒂勒的儿子，主小行星带天体1586 蒂勒就是因他而得名。

## 事业
霍尔格·蒂勒发现了一些小行星，还发现了C/1906年V1彗星和其他已算出轨道的彗星。他曾在德国汉堡贝格多夫区的“汉堡-伯格多夫天文台”工作过，1912年移民美国。1917年，开始在加利福尼亚圣何塞附近的加州大学利克天文台担任研究员。1946年，霍尔格·蒂勒在加利福尼亚州阿拉梅达县去世。

## 选集
- 《小行星1924 TD 的星历及纠正的要素》（巴德）（1927年加州大学出版）
- 《彗星d 1927的星历及要素》（贝尔斯登）（1927年加州大学出版）

## 参引
1. ↑  .   [2015-05-08]. （原始内容存档于2012-01-01）.
2. ↑  .   [2015-05-08]. （原始内容存档于2012-02-23）.
3. ↑  SAO/美国航空航天局天文数据系统(ADS)